# 高村一明
高村 一明（Kazuaki Takamura, たかむら かずあき、1966年9月25日 - ）は、三重県出身の元レーシングドライバー。

## 経歴
1984年からレーシングカートを開始。1987年にFJ1600へとステップアップ。1989年に鈴鹿FJ1600A、FJ1600Bと西日本サーキットFJ1600Aの3つのタイトルを獲得し「FJ三冠王」となった。
1990年に戸田レーシングより全日本F3選手権へステップアップ。第3戦、第4戦と連続表彰台に立ち「F3ルーキーらしからぬ速さ」と評される。第7戦筑波ではポール・ポジションも獲得し、F1日本グランプリのサポートレースで優勝を果たすと、最終戦でもポール・トゥ・フィニッシュで優勝しランキング5位を獲得した。
1991年の開幕前には、前年のF3ランキング上位3名がF3000のシートを得てステップアップしたことから、高村はF3チャンピオン争いの筆頭候補であるとの呼び声も高かったが、開幕戦では3位表彰台に立ったものの2戦目以降は結果が伴わずに苦戦。7レースに渡ってポイント獲得が出来ない苦しみを味わった。シーズン終盤に連続表彰台に立ち復調をみせたが、ランキングは前年を下回った。復調後は10月のF1日本GPサポートレースのF3で前年に続く優勝、富士で行われたインターナショナルF3では、ファイナルレースでトム・クリステンセンとのバトルを繰り広げ、最終的にはホルディ・ジェネ、デビッド・クルサードに次ぐ日本人トップの成績となる3位表彰台を獲得し注目を集めた。これら国際規格レースでの好結果が多いことで「大舞台に強い男」と呼ばれた。
1992年、ホシノレーシングに移籍し、当時トップレーサーの証でもあった「CABINカラー」のラルト・無限で迎えるF3三年目となりチャンピオン候補と目されるが、第3戦富士での2位を最高位に優勝が無くランキング6位に留まった。当初使用予定だったラルト・RT36の不出来（他車のスリップストリームに入ることが出来ないストレートスピードの遅さがラルトユーザーを悩ませた）もあり旧型RT35への乗り換えなど、波に乗り切れないシーズンとなった。
1993年は参戦体制を一新。マシンもこれまでのラルトからレイナードとなり、テクノスジャパンレーシングからの参戦となった。開幕戦ではリタイヤを喫したが、以後は全戦で完走。最終戦で3位となりシーズン初表彰台を獲得した。
1994年はスーパーN-1耐久シリーズ（現スーパー耐久）にトヨタ・スープラで参戦したほか、8月のインターナショナルポッカ1000km耐久レースに参戦しRSクラス優勝を果たした。

## レース戦歴

### 全日本F3選手権
| 年     | チーム                  | シャシー        | エンジン    | 1       | 2      | 3       | 4       | 5       | 6      | 7       | 8      | 9      | 10    | 11    | 順位 | ポイント |
| ------ | ----------------------- | --------------- | ----------- | ------- | ------ | ------- | ------- | ------- | ------ | ------- | ------ | ------ | ----- | ----- | ---- | -------- |
| 1990年 | 戸田レーシング          | ラルト・RT34    | 無限・MF204 | SUZ DSQ | FSW 5  | SUZ 3   | TSU 3   | SEN 7   | SUG 20 | TSU 5   | SUZ 5  | NIS 7  | SUZ 1 |       | 5位  | 23       |
| 1991年 | 戸田レーシング          | ラルト・RT35    | 無限・MF204 | SUZ 3   | FSW C  | FSW DNQ | SUZ 8   | TSU Ret | SEN 20 | MIN 12  | TSU 10 | SUG 15 | SUZ 2 | SUZ 4 | 9位  | 13       |
| 1992年 | CABIN RACING with IMPUL | ラルト・RT36    | 無限・MF204 | SUZ 4   |        |         |         |         |        |         |        |        |       |       | 6位  | 16       |
| 1992年 | CABIN RACING with IMPUL | ラルト・RT35    | 無限・MF204 |         | TSU 5  | FSW 2   | SUZ Ret | SEN 11  | TAI 6  | MIN DSQ | SUG 14 | SUZ 13 | SUZ 3 |       | 6位  | 16       |
| 1993年 | テクノスジャパン        | レイナード・933 | 無限・MF204 | SUZ Ret | TSU 14 | FSW 8   | SUZ 4   | SEN 8   | AID 7  | MIN 8   | SUG 4  | SUZ 19 | SUZ 3 |       | 7位  | 10       |

#### マカオグランプリ
| 年     | チーム               | シャーシー/エンジン | 予選 | レース1 | レース2 | 総合順位 |
| ------ | -------------------- | ------------------- | ---- | ------- | ------- | -------- |
| 1992年 | CABIN HOSHINO RACING | ラルト・無限        | 26位 | Ret     | 15      | 23位     |

### N1耐久レース
| 年     | チーム           | コドライバー | 使用車両         | クラス | 1     | 2     | 3     | 4     | 5     | 6   | 7   | 8   | 順位 | ポイント |
| ------ | ---------------- | ------------ | ---------------- | ------ | ----- | ----- | ----- | ----- | ----- | --- | --- | --- | ---- | -------- |
| 1994年 | TANABE R&D SPORT | 奥貫直       | トヨタ・スープラ | C-1    | MIN 8 | SUZ 7 | SEN 7 | FSW 6 | AID 5 | TOK | TSU | SUG | 位   |          |